# Desierto de Maine
El desierto de Maine es una curiosidad natural y atracción turística de propiedad privada cuya característica principal es una extensión de arena glacial estéril de 40 acres (16 ha) en la ciudad de Freeport, Maine, Estados Unidos. El área sufrió desvegetación debido a las malas prácticas agrícolas en el siglo XIX.

## Historia
La tierra que abarca el desierto de Maine se convirtió en una granja en 1821, cuando fue comprada por la familia Tuttle. Al igual que otros granjeros de Maine de la época que luchaban por competir en un mercado agrícola en expansión, los métodos de cultivo de los Tuttles gradualmente agotaron los nutrientes esenciales del suelo. El sobrepastoreo posterior de un gran número de ovejas produjo una erosión generalizada de la capa superior del suelo, dejando al descubierto un depósito de arena eólica que yacía debajo. Finalmente, toda la granja quedó estéril y los Tuttle abandonaron la tierra en 1890. Durante años, fue conocida como «la granja de arena» y fue una característica local popular. En 1925, Henry Goldrup compró el terreno por US$300 (equivalente a $5212 en 2023) y lo convirtió en una atracción turística; lo llamó el «Desierto de Maine».

## Geología
Hacia el final de la última edad de hielo, Nueva Inglaterra estaba completamente cubierta por la capa de hielo Laurentide, que tenía hasta 3.000 metros (casi 2 millas) de espesor en la región en su máxima extensión. El inmenso peso de la capa de hielo en su punto máximo empujó la tierra de la costa de Maine por debajo del nivel del mar, hasta 175-245 metros por debajo de las elevaciones actuales.

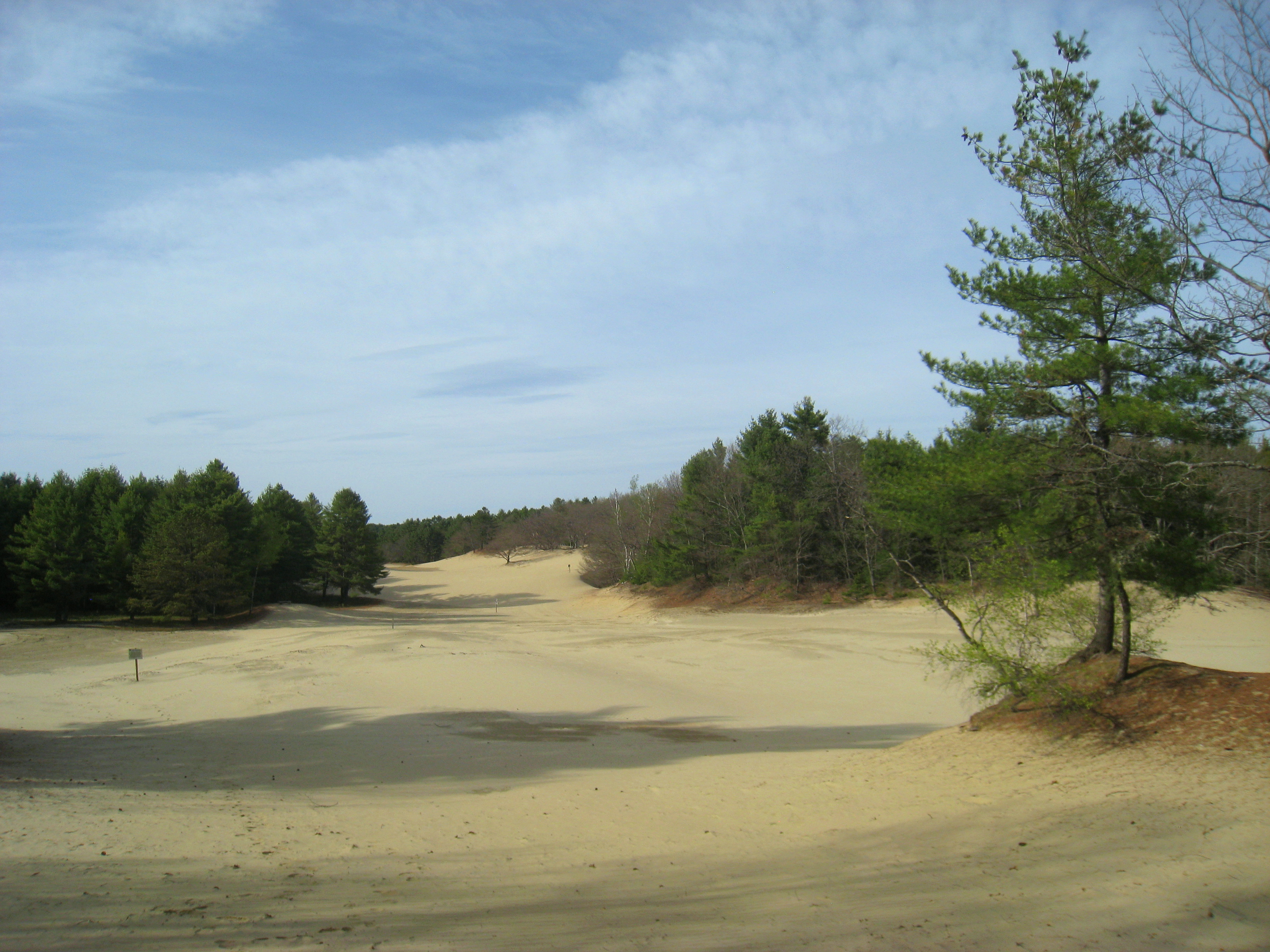
El desierto de Maine en 2010.

Cuando los glaciares de Maine comenzaron a derretirse, hace aproximadamente 15 000 años, la tierra comenzó a recuperarse. Hace unos 13 500 años, el retroceso de los glaciares llegó al área de Freeport, donde la tierra que conformaría el futuro Desierto de Maine comenzó a emerger de debajo del mar.
En algún momento después de que emergiera el área del desierto, se convirtió en un sumidero de arena arrastrada por el viento, probablemente hace unos 12 500 años. Las plantas pioneras habrían comenzado a estabilizar los depósitos de arena abiertos con bastante rapidez, quizás en unos pocos cientos de años. A partir de esas plantas iniciales creció un bosque, estabilizando el depósito de arena hasta que las prácticas agrícolas de los Tuttle lo descubrieron y permitieron que el viento volviera a mover la arena.
El desierto de Maine no está técnicamente clasificado como desierto, ya que recibe una gran cantidad de precipitaciones anualmente. La nevada media anual es de 72 pulgadas, y la precipitación media anual es de 50 pulgadas, ambos muy por encima de los promedios de los Estados Unidos, que son 28 pulgadas y 38 pulgadas respectivamente. Para ser considerado desierto, el área no debe recibir más de 10 pulgadas de precipitación al año.

## Turismo

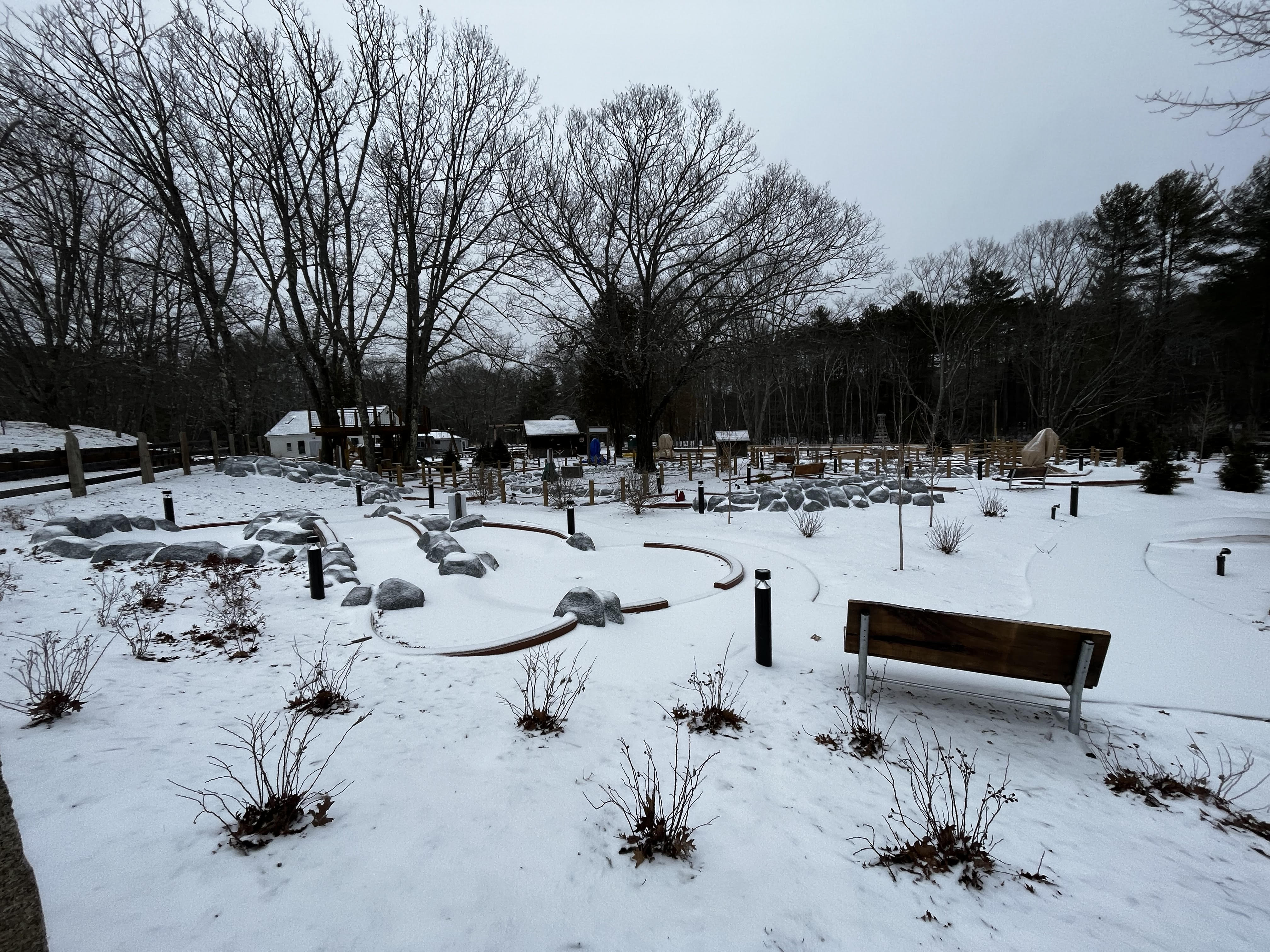
Campo de minigolf en enero de 2023.

El desierto de Maine ha sido de propiedad privada y se ha mantenido como atracción turística desde 1925, con el cambio de propiedad más reciente en 2018 seguido de una campaña de remodelación lanzada en 2020. Esto incluyó la excavación de una casa, construida en 1938, que quedó enterrada en la arena durante el cierre del parque en la Segunda Guerra Mundial. El pueblo de Freeport ha apoyado el desarrollo del sitio, autorizando un distrito de zonificación especial para permitir la construcción de nuevas instalaciones y mantener el sitio intacto y mantenido. A partir de 2022, el sitio alberga un campamento, cabañas de alquiler, un lugar de artes escénicas y un campo de minigolf. También incluye atracciones que se basan en el desierto y su historia, como senderos interpretativos en la arena, edificios históricos y un Ford Model T original para conmemorar el año de la apertura del sitio como destino turístico.